# Natalia Vega
Natalia Vega (Caguas, 2 settembre 1998) è una nuotatrice artistica statunitense.

## Palmarès
- Mondiali

Fukuoka 2023: bronzo nella gara a squadre (programma tecnico)
Doha 2024: bronzo nella gara a squadre programma libero

### Coppa del Mondo
- 7 podi:
  - 1 vittoria (1 nella gara a squadre)
  - 1 secondo posto (1 nella gara a squadre)
  - 5 terzi posti (5 nella gara a squadre)

#### Coppa del mondo - vittorie
| Data         | Luogo  | Paese   | Disciplina      |
| ------------ | ------ | ------- | --------------- |
| 2 marzo 2025 | Parigi | Francia | Team acrobatico |